# Protarchus grandis
Protarchus grandis là một loài tò vò trong họ Ichneumonidae.